# Drepanoxiphus filiger
Drepanoxiphus filiger är en insektsart som beskrevs av Max Beier 1960. Drepanoxiphus filiger ingår i släktet Drepanoxiphus och familjen vårtbitare. Inga underarter finns listade i Catalogue of Life.